# 洪慈庸
洪 慈庸（こう じよう、ホン ツーヨン、1982年〈民国71年〉12月20日 - ）は、中華民国（台湾）の政治家。台中市沙鹿区出身の元立法委員。

## 略歴
1982年12月20日、のちの台中市沙鹿区に生まれた。中華民国陸軍で体罰により死亡した下士官洪仲丘の姉。国立高雄第一科技大学卒業。
2016年の第9回中華民国立法委員選挙では台中市第三選挙区に時代力量から出馬し、93,451票を獲得し初当選した。
2019年8月13日、時代力量を離党した。
2020年の第10回中華民国立法委員選挙では再選を目指して出馬したが、わずか1000票の僅差で落選した。

## 選挙記録
| 年度 | 選挙               | 選挙区           | 所属政党 | 得票数 | 得票率 | 当選 | 注釈 |
| ---- | ------------------ | ---------------- | -------- | ------ | ------ | ---- | ---- |
| 2016 | 第9回立法委員選挙  | 台中市第三選挙区 | 時代力量 | 93,451 | 53.87% |      |      |
| 2020 | 第10回立法委員選挙 | 台中市第三選挙区 | 無党籍   | 90,213 | 45.79% |      |      |